# St. Elmo's Fire (Man in Motion)
St. Elmo's Fire (Man in Motion) is een nummer van de  Britse zanger-muzikant John Parr. Het nummer is afkomstig van de soundtrack van de film St. Elmo's Fire uit 1985, en eveneens de derde single van Parrs titelloze debuut studioalbum. Op 13 juni dat jaar werd het nummer eerst in de VS en Canada op single uitgebracht. In september volgden Europa, Australië, Nieuw-Zeeland, Japan, Zuid-Afrika, Zimbabwe, Jamaica, Mexico en Latijns Amerika.

## Achtergrond
Aan de single werkten ook verschillende bandleden van Toto, REO Speedwagon en Mr. Mister mee. De plaat werd een wereldwijd succes, en veruit de grootste hit die John Parr heeft gescoord. In de Verenigde Staten bereikte de plaat zelfs de nummer 1-positie van de Billboard Hot 100, net als in buurland Canada. In Ierland werd de 5e positie behaald, in Parr's thuisland het Verenigd Koninkrijk de 6e positie in de UK Singles Chart, Duitsland de 6e, Oostenrijk de 8e, Zwitserland, Zweden en Australië de 4e, Noorwegen de 3e en in Zuid-Afrika de 2e positie.
In Nederland was de plaat op donderdag 26 september 1985 TROS Paradeplaat op de befaamde TROS donderdag op Hilversum 3 en werd mede hierdoor een radiohit in de destijds drie landelijke hitlijsten op de nationale publieke popzender. De plaat bereikte de 19e positie in de Nederlandse Top 40, de 22e positie in de Nationale Hitparade en piekte op een 
16e positie in de TROS Top 50. In de Europese hitlijst op Hilversum 3, de TROS Europarade, werd de 7e positie bereikt.
In België bereikte de plaat de 12e positie in de voorloper van de Vlaamse Ultratop 50 en piekte op de 11e positie in de Vlaamse Radio 2 Top 30. In Wallonië werd géén notering behaald.
Na "St. Elmo's Fire (Man in Motion)" heeft Parr géén hits meer weten te scoren in het Nederlandse taalgebied.
In de sinds december 1999 jaarlijks uitgezonden NPO Radio 2 Top 2000 van de Nederlandse publieke radiozender NPO Radio 2 stond de plaat tot nu toe uitsluitend in 1999 en 2001 genoteerd, met als hoogste notering een 1326e positie in 2001.

## NPO Radio 2 Top 2000
| Nummer met noteringen in de NPO Radio 2 Top 2000 | '99  | '00 | '01  |
| ------------------------------------------------ | ---- | --- | ---- |
| St. Elmo's Fire                                  | 1586 | -   | 1326 |

1. ↑  Een '-' betekent dat het nummer niet was genoteerd en een vetgedrukt getal geeft de hoogste notering aan.
2. ↑  Deze tabel is bijgewerkt tot en met de meest recente editie (2024).